# Lars Hedegaard
Lars Hedegaard Jensen (født 19. september 1942 i Horsens) er en dansk historiker, journalist og forfatter. Lars Hedegaard var indtil 2014 formand for Trykkefrihedsselskabet af 2004 og er ivrig deltager i debatten om ytringsfrihed og som islamkritiker.

## Baggrund
Hedegaard er student fra Horsens Statsskole 1962. Han er cand. mag. og var gymnasielærer (hovedfag i historie fra Aarhus Universitet 1971 og bifag i engelsk fra Københavns Universitet 1973). Han var lærer på Det Frie Gymnasium og Avedøre Statsskole i årene 1971-74.
Lars Hedegaard har været gift to gange. I 1969 ægtede han Barbara Levin fra Los Angeles og konverterede til jødedommen. Han fik det hebraiske navn Avram Noah ben Avram (det navn, der gives til mandlige konvertitter).

## Debattør- og skribentvirksomhed
Hedegaard var i 1970'erne en af hovedkræfterne bag bogserien Fundamental Historie, der beskrev verdenshistorien i det 20. århundrede fra et marxistisk materialistisk synspunkt.[kilde mangler]
Dernæst var han forlagsredaktør i Los Angeles 1975-80 og blev i 1980 redaktør på Politikens Forlag, hvor han blandt andet var redaktør på en årgang af forlagets årbog Hvem Hvad Hvor. Han blev dernæst konsulent i LO og var med i redaktionen på LO's faglige nyhedsbrev, da han i 1987 blev hentet ind til en treårig stilling som chefredaktør for dagbladet Information. Det var han til 1990. Under det sidste år på chefredaktørposten lagde han sig kraftigt ud med Informations læserskare ved at støtte en afdækkende artikelrække, som journalist Lars Villemoes skrev om Blekingegadebanden.
Hedegaard var redaktør i Nordisk Råd 1990-2001.
I oktober 1998 blev Bent Blüdnikow debatredaktør på Berlingske Tidende. Han søgte efter en "ansigtsløftning" af den borgelige avis og fik ideen til klummen Groft sagt.
Hedegaard blev inviteret som bidrager og var med til det indledende møde på en café, hvor også Hans Hauge, Claes Kastholm og Arno Victor Nielsen var med, og hvor den korte bidske stil udformedes.
Valget af Hedegaard til en borgerlig avis var usædvanlig; Hedegaard forklarede senere:
| „ | Jeg følte mig ikke det mindste borgerlig, men fornemmede, at det, [Blüdnikow] i grunden mente, var en uforfærdet, radikalt sandhedssøgende kurs, og at det magelige borgerskab skulle kritiseres lige så meget som det kulturradikale kleresi. Og det lød fint for mig | “ |

Hedegaard blev fast skribent på Groft sagt indtil den 15. september 2008, hvor Berlingske nye chefredaktør Lisbeth Knudsen fyrede ham.
Han blev erstattet af Edith Thingstrup.
Ifølge ham selv skete fyringen efter at have ignoreret flere henstillinger fra ledelsen om at dæmpe sin islamkritik, der ikke passede ind i bladets redaktionelle linje. Kollegaen Claes Kastholm gik i sympatistrejke efter fyringen.
Efter Groft sagt begyndte Hedegaard et projekt sammen med den svenske journalist Ingrid Carlqvist, der skulle udmønte sig i en ugeavis i online og i trykt form der både udkom på dansk og svensk. Navnet på avisen var Dispatch International. Den første online udgave kom i efteråret 2012, og første trykte udgave kom i begyndelse af 2013. Den behandlede emner som islam og masseindvandring.
Papirudgaven nåede ikke op på 1.500 betalende abonnenter, der var grænsen for svensk pressestøtte, og Hedegaard og Carlqvist måtte lukke, efter at avisens kapital var brugt op.

## Politisk aktiv
Lars Hedegaard blev tidligt aktiv på den politiske venstrefløj.
Han engagerede sig i Socialistisk Ungdoms Forum,
og var frem til 1982 medlem af Socialistisk Arbejderparti. Så sent som 2008 betegnede han sig i et interview stadig som marxist, "i den forstand, at han anvender en marxistisk analyse". Den anvender han blandt andet til i dag at kritisere venstrefløjen for dens holdning til islam. Han mener, at islam som religion og politisk ideologi udgør en trussel mod de sekulære vestlige samfund. Han diskuterer sjældent mere økonomiske emner. Han benytter ofte en polemisk og sarkastisk stil rettet mod, hvad han opfatter som et selvgodt og politisk korrekt meningsaristokrati.[kilde mangler]
I 2014 meddelte Hedegaard, at han ønskede at opstille (i Sjællands Storkreds) som løsgænger til næste folketingsvalg, hvilket dog ikke kom til at ske. I maj 2016 meldte Lars Hedegaard sig ind i Nye Borgerlige.

## Islamkritiker
Lars Hedegaard kan ses som eksponent for en bølge af kritik af islam og dens betydning i de sekulære eller mestendels kulturkristne vestlige samfund. Bølgen er taget kraftigt til i styrke siden 2001 og i Danmark også efter Muhammedkrisen. Den repræsenteres i Danmark bl.a. af medlemmerne fra Dansk Folkeparti Søren Krarup og Jesper Langballe, sognepræst og debattør Katrine Winkel Holm og i udlandet af f.eks. Daniel Pipes, Mark Steyn, Ayaan Hirsi Ali, Ibn Warraq, Robert Spencer, Roger Scruton og Wafa Sultan.[kilde mangler]
Lars Hedegaard var medstifter af Trykkefrihedsselskabet i 2004, som han var formand for til 2014. Selskabet blev bl.a. oprettet, fordi Hedegaards ansøgning om optagelse i Dansk PEN blev sat på standby af PEN's bestyrelse på grund af hans bog I krigens hus om islam i Europa. Hedegaard anser, at PEN burde stå vagt om ytringsfriheden og ikke deltage i et politisk korrekt meningstyranni.
Blandt Hedegaards hårdeste kritikere var Politikens chefredaktør Tøger Seidenfaden. På et møde arrangeret af Trykkefrihedsselskabet den 2. oktober 2007 til støtte for den dødstruede Lars Vilks kritiserede Seidenfaden Hedegaard og hans ligesindede, som efter hans opfattelse "skamrider den aktuelle sag til at lufte deres paranoia, deres hadefulde og rabiate verdensanskuelse, deres intolerante, indeklemte og smålige syn på millioner af medmennesker", og hvis synspunkter om muslimer og islam i Europa blev betegnet som "afskyelige" og "usympatiske". Trykkefrihedsselskabet blev betegnet som "et sammenrend af intolerante muslimhadere" og et eksempel på, at "skidt kommer til ære".
I 2010 var det fem års-dagen for Muhammed-tegningerne. I den anledning rejste Lars Hedegaard sammen med Bjørn Larsen og Lars Vilks til USA og Canada til et støttearrangement for Geert Wilders arrangeret af Jewish Defence League  det foregik i Toronto Zionist Center hvor Lars Hedegaard optrådte med Lars Vilks. Med sig havde Bjørn Larsen Kurt Westergaards berømte tegning, som stod ved siden ham på en stol. De betalende gæster i Jewish Defense Leauge fik således lejlighed til at se Kurt Westergaards berømte muhammedtegning, der i dag ejes Trykkefrihedsselskabet.
I 2013 var Hedegaards islamkritik et af emnerne i et omdiskuteret interview med Martin Krasnik i DR2's Deadline.

## Racismesag
I 2009 deltog Lars Hedegaard i en længere samtale, hvorunder han fremkom med udtalelser om muslimers kvindesyn og voldtægt af børn. Interviewet blev bragt i internetbloggen Snaphanen, hvilket medførte, at der blev rejste sigtelse mod Hedegaard for overtrædelse af racismeparagraffen.. Hedegaard oplyste, at de konkrete udtalelser var taget ud af en sammenhæng, og at han ikke havde været bekendt med, at udtalelserne ville blive offentliggjort. Han blev frifundet i byretten, men blev i Østre Landsret idømt en en bøde på 5.000 kr.
Denne dom blev af jurister dog anset som en retsfejl,
så sagen blev anket til Højesteret, der enstemmigt frifandt Lars Hedegaard. Retten fandt det ikke bevist at udtalelserne, der fandt sted under private former, var fremsat med henblik på offentliggørelse.
De konkrete udtalelser var:
"Den moderne islamisme, som næsten alle danske imamer går ind for, kalder sig en religion, men er først og fremmest en politisk ideologi på linje med kommunismen og nazismen." 
"Når en muslimsk mand voldtager en kvinde, er det hans ret at gøre det. Når svenske piger bliver voldtaget, massevoldtaget etc. etc. er der intet galt i det, set fra et muslimsk perspektiv, dette er din ret."
"De voldtager deres egne børn. Det hører man hele tiden. Piger i muslimske familier bliver voldtaget af deres onkler, deres fætre eller deres far".
"Kvinder har ingen værdi. De er ikke mennesker. Deres funktion er som livmoder – de bærer krigernes afkom og skaber nye krigere, men ellers... Nuvel, de kan bruges til seksuelle formål, men ellers har de ingen værdi" (om islams holdning til kvinder).

## Mordforsøg
Lars Hedegaard blev den 5. februar 2013 udsat for et mordforsøg ved sit hjem på Pelargonievej på Frederiksberg. En mand forklædt som postbud ville aflevere en pakke til Lars Hedegaard. Efter at Hedegaard havde taget imod pakken trak manden en pistol og affyrede et skud mod hans hoved. Hassan ramte forbi, hvorefter pistolen gik i baglås, og han flygtede til fods.
Politiet havde i længere tid tilsyneladende ikke andet at gå efter end patronhylstret fra en 7,65 millimeter-pistol og gerningsmandens signalement der lød på: "Mand, 20-25 år, ca. 175-180 cm høj, alm. af bygning, skæg på hagepartiet, anden etnisk herkomst end dansk, talte dansk uden accent, iført rød postjakke med postlogo, lyse kondisko".
Den 20. marts 2013 blev politiet dog opmærksom på en mørkeblå VW Transporter varebil, der havde stået parkeret ved gerningsstedet siden drabsforsøget. Omend varebilen ikke nødvendigvis havde noget med attentatet, var der omstændigheder omkring købet som gjorde at politiet i juli 2013 efterlyste oplysninger om manden, der havde købt varebilen: Den var købt med et angiveligt falskt navn og adresse samt via et anonymt taletidskort.
Køberen havde opgivet navnet "Muhammed Issa", der også var navnet på en palæstinensisk flykaprer og drabsmand.

### Mulig gerningsmand
Efter en flere måneder lang efterforskning blev dansk-libaneseren Basil Hassan anholdt og fængslet den 25. april 2014 i Tyrkiet. Den 10. oktober oplyste Politiets Efterretningstjeneste Lars Hedegaard, at personen var sat på fri fod.
Det var uklart, hvorfor de tyrkiske myndigheder havde sat ham på fri fod, men danske myndigheder gættede på, at han var led i en fangeudveksling i september 2014 med Islamisk Stat, der havde taget 49 gidsler fra det tyrkiske konsulat i Mosul.
Efter Lars Hedegaards opfattelse handlede gerningsmanden ikke alene, men var medlem af en muslimsk terrorgruppe.
Lars Hedegaard var i sommeren 2015 i gang med at skrive en bog om attentatforsøget.
Den blev senere på året udgivet under titlen Attentatet.

### Navneforbud
Siden april 2014 havde der været navneforbud i sagen. Lars Hedegaard offentliggjorde selv navnet på gerningsmanden, hvilket medførte, at han ved Retten på Frederiksberg og Østre Landsret i marts 2016 blev dømt for at overtræde navneforbuddet og fik en bøde på 10.000 kr. Hedegaard henviste selv til reglerne om nødret, og at det var nødvendigt at overtræde navneforbuddet for at afværge en trussel, hvilket retten afviste.
I november 2016 angav en amerikansk hjemmeside, at Basil Hassan var den efterlyste gerningsmand. Det fik Radio24syv med opbakning af Københavns Politi til at anmode om at navneforbuddet blev ophævet. I november til december 2016 sagde Retten på Frederiksberg og Østre Landsret god for, at navneforbuddet blev ophævet, trods ønske fra Hassans forsvarer om at lade navneforbuddet bestå af hensyn til den mistænktes familie.

## Forfatterskab (inklusive medforfatterskaber og poster som redaktør)
- Fundamental historie. Alfabetisk opslagsbog (GEC Gad, 1973)
- Fundamental historie. Fra krig til krig. Tiden 1914-45 (GEC Gad, 1974)
- Fundamental historie. Den amerikanske Fred. Tiden 1945-62 (GEC Gad, 1975)
- Fundamental historie. Produktion og Samfund: Danmarks og Nordens historie (Gad, 1978)
- Fundamental historie. Den permanente krise. Tiden 1962-79 (Gad, 1979)
- Hvem-Hvad-Hvor 1984 (red.)(Politikens Forlag, 1983)
- Fundamental historie: Krise og opbrud : tiden 1945-84 (Gjellerup & Gad, 1984)
- Politikens Ruslandshistorie, bind 1-3 (red.) (Politikens Forlag, 1986)
- Regionalpolitikken utfordres (med Bjarne Lindström, Noralv Veggeland) (NordREFO, 1992)
- Det sterke Norden i et regionalisert Europa (med Noralv Veggeland) (Vett & Viten 1994)
- En nordisk mening med Europa (Foreningen Norden, 1994)
- Bosnia and the West : a hearing 15-16 January 1996 (Det Udenrigspolitiske Selskab, 1996)
- Temaer til tiden, bind 1 (med Jørgen Lerche Nielsen) (Gyldendal Uddannelse, 1997)
- I krigens hus : islams kolonisering af Vesten (med Helle Merete Brix og Torben Hansen) (Hovedland, 2006)
- Groft sagt : Lars Hedegaards 100 bedste (Trykkefrihedsselskabets Bibliotek, 2009)
- 1400 års krigen : islams strategi, EU og frihedens endeligt (med Mogens Camre) (Trykkefrihedsselskabets Bibliotek, 2009)
- Frihedens væsen: Fra Perikles til Hirsi Ali (red.) (Trykkefrihedsselskabets Bibliotek, 2009)
- Der var et yndigt land - en beretning om truslen mod Danmark (med Mogens Camre og Ole Hasselbalch) (Den Danske Forenings Forlag, 2014)
- Fragmenter af Danmarks historie 2020-2031 (Document, 2017) (https://www.saxo.com/dk/fragmenter-af-danmarks-historie-2020-2031_lars-hedegaard_haeftet_9788797006306)